# Storena parvicavum
Storena parvicavum är en spindelart som beskrevs av Rudy Jocqué och Baehr 1992. Storena parvicavum ingår i släktet Storena och familjen Zodariidae.
Artens utbredningsområde är Queensland. Inga underarter finns listade i Catalogue of Life.